# Titularbistum Soli
Soli ist ein Titularbistum der römisch-katholischen Kirche. 
Es geht zurück auf einen früheren Bischofssitz in der antiken Stadt Soloi auf Zypern, der der Kirchenprovinz Salamis angehörte.
| Titularbischöfe von Soli |                              |                                                   |                 |                   |
| Nr.                      | Name                         | Amt                                               | von             | bis               |
| 1                        | Alessandro Galletti          | Koadjutorbischof von Volterra (Italien)           | 25. Januar 1768 | 24. März 1781     |
| 2                        | Kajetan Ignacy Kicki         | Weihbischof in Lemberg (Ukraine)                  | 18. Juli 1783   | 18. Dezember 1797 |
| 3                        | Francesco Xavier Maresca OFM | Apostolischer Koadjutorvikar von Nanking (China)  | 12. Januar 1847 | 2. November 1855  |
| 4                        | Niccola Adolfo Marinelli     | emeritierter Bischof von Santorini (Griechenland) | 11. Juni 1856   |                   |
| 5                        | Patrick Joseph O’Connor      | Koadjutorbischof von Armidale (Australien)        | 10. Januar 1903 | 28. Januar 1904   |
| 6                        | Josef Hammels                | Weihbischof in Köln (Deutschland)                 | 14. Januar 1924 | 3. Januar 1944    |
| 7                        | Humphrey Bright              | Weihbischof in Birmingham (Großbritannien)        | 31. August 1944 | 26. März 1964     |